# Dingy-Saint-Clair
Dingy-Saint-Clair település Franciaországban, Haute-Savoie megyében. Lakosainak száma 1459 fő (2022. január 1.). Dingy-Saint-Clair Alex, La Balme-de-Thuy, Nâves-Parmelan, Villaz, Annecy és Fillière községekkel határos.

## Népesség
A település népességének változása:
| Lakosok száma | 1366 | 1395 | 1455 | 1433 | 1438 | 1441 | 1445 | 1452 | 1459 |
|               | 2013 | 2015 | 2016 | 2017 | 2018 | 2019 | 2020 | 2021 | 2022 |